# Marco Fadio Celere Flaviano Massimo
Marco Fadio Celere Flaviano Massimo (in latino Marcus Fadius Celere Flavianus Maximus; fl. I secolo) è stato un politico e militare romano di età giulio-claudia.

## Biografia
Marco Fadio Celere Flaviano Massimo aveva il titolo procurator Augusti pro legato nel 44 nella Mauretania, durante il regno di Claudio, ed è il primo governatore conosciuto di questo territorio, diviso nelle due provincie di Mauretabia Cesariense e Mauretania Tingitana. È inoltre il primo militare di rango equestre a portare il titolo di procuratore.